# Typhlonectes compressicauda
Ếch giun Cayenne (Typhlonectes compressicauda), là một loài lưỡng cư thuộc họ Caeciliidae.
Loài này có ở Brasil, Colombia, Guyane thuộc Pháp, Guyana, Peru, Venezuela, có thể cả Bolivia, và có thể cả Suriname.
Môi trường sống tự nhiên của chúng là rừng ẩm vùng đất thấp nhiệt đới hoặc cận nhiệt đới, đầm nước nhiệt đới hoặc cận nhiệt đới, sông ngòi, sông có nước theo mùa, đầm lầy, hồ nước ngọt có nước theo mùa, đầm nước ngọt, đầm nước ngọt có nước theo mùa, khu vực trữ nước, ao, khu vực xử lý nước thải, đất có tưới tiêu, và kênh đào và mương rãnh.

## Hình ảnh

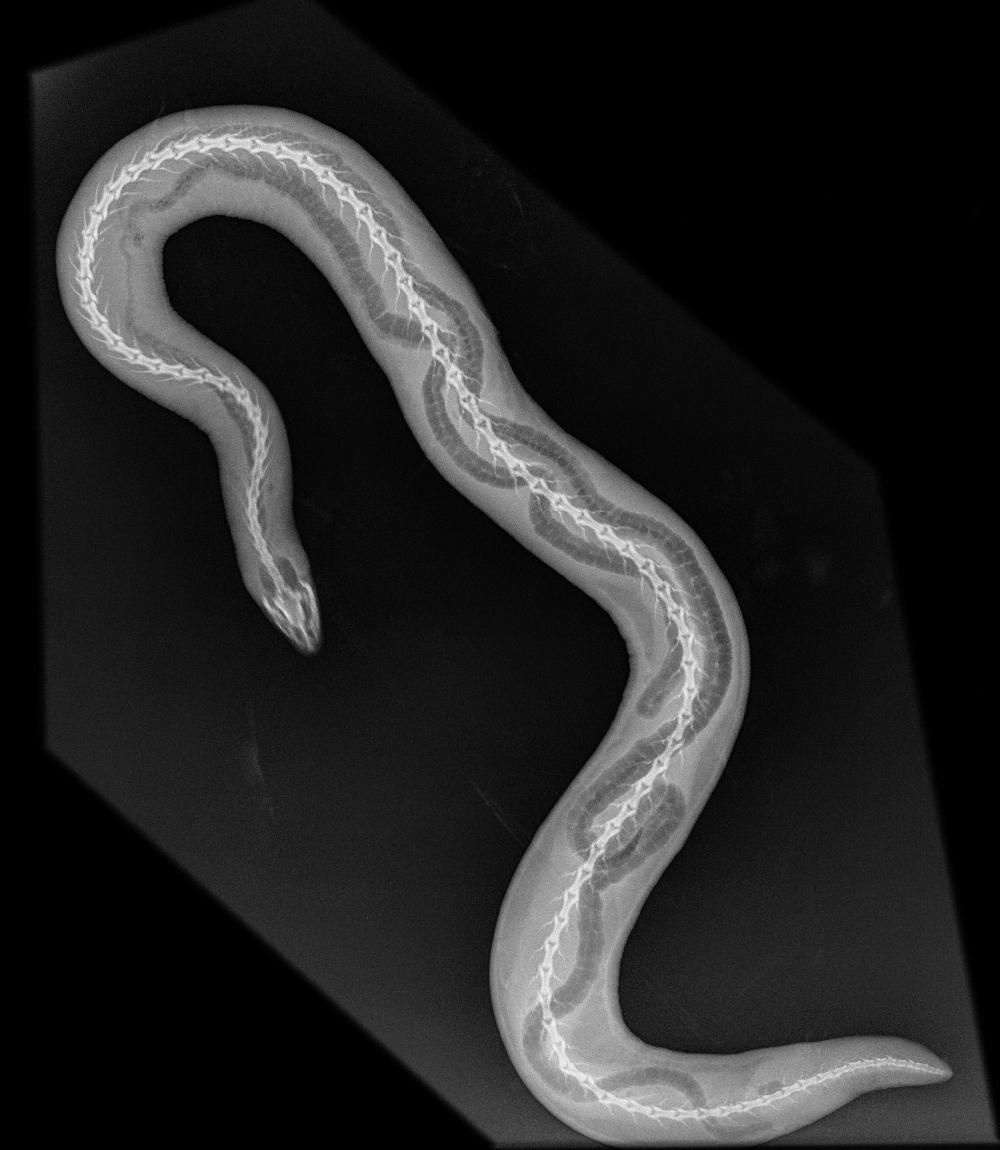